# 難民現象
難民指的是於觀看空氣系動畫過後產生依賴現象的觀眾。難民在觀看完日常系的作品後，由於喪失生活的心靈支柱而使心靈產生了空缺。這樣失去心靈支柱的人們，便俗稱為難民。難民處於無所依託的狀態，因此會尋求新的空氣系節目來作為避難所(或稱為避難番或難民營)，而在這個節目結束之後即再度陷入漂泊，並且繼續尋找下一處避難所。在日本，難民這個詞除了原本所指，因戰亂饑荒等而無家可歸的人民之義以外，網路上也廣泛流傳著指「無動畫可看的人」這種與原意不同的用法。

## 特徵
難民喜歡選為避難所的動畫特徵：
- 劇情搖擺不定或是劇情展開的進度非常緩慢，故事的主線不明，不需要有前後連續的明確關係。
- 不需要結局，難民需要的是令人心安、充滿治癒感，穩定平和、不過於激烈的萌要素也要兼備。
- 男性角色不應參與劇情成分太多，劇情應該以女性為主要角色來進行，內容經常是日常生活的主題。

以現況來說，能滿足條件的漫畫出版商中芳文社Manga Time Kirara佔據不可忽視的地位，事實上目前空氣系漫畫改編動畫中，許多廣受難民們歡迎的作品也是由這家公司的漫畫改編。英語中對應這種難民喜歡的特色動畫的用法稱這種動畫類型CGDCT（Cute Girls Doing Cute Things），要注意的地方在於，雖然這些定義可以畫出難民的意義和範圍，但是實際上可能並不限定於這些特點。包含在niconico直播的動畫，且在動畫最後一集播出時觀眾會留言呼喊「為什麼是最後一集了」、「為什麼這集之後就結束了」這類的發言。
難民可說是一種對日常系作品依賴的現象，觀眾們一天天看著日常動畫度過日子，就如同生活安定的一天度過一天，日子像平常一樣普通的過去，沒有想過結束的那一天的到來，就像也沒有想到動畫會結束的那一天；但是動畫總有完結之日，於是可想而知，當動畫華麗謝幕的那一天，也就是難民誕生之時。有些動畫對觀眾具有強大的中毒性，於是完結時便出現大量產生難民的情況。以YUYU式為例，動畫結束後，人們想要看到接下來的劇情進展，但是節目已經收尾，他們已沒有下一集可看。此時讓難民們的心情不斷地在期待與無法得到滿足的空虛之間輪迴；這個情況一直到有相似畫風的黃金拼圖開始播出後方得到緩解。
日常系的作品製作越是優秀，則往往中毒性也越高。YUYU式被認為是難民現象開始出現的始祖。自此，難民數量開始增加，難民們在不同移住地徬徨，只求一個安定的難民營避難。順帶一提，難民在開始看難民動畫第二期第一集的時候，往往會在第一集時就出現「只剩十一集可以看了」這種哀號。這類的作品描寫女生的日常生活，故事悠然緩慢，百合的情感不是特別明顯，這類的作品是否能歸類為百合作品有很大爭議，多數歸類為治癒向作品。

## 動畫
難民動畫的認定往往有爭議，主要來自難民們對於動畫是否為難民動畫的認定不同。一般認為難民動畫應該要包含有日常空氣、劇情不明顯、沒有主線、輕鬆、百合等要素，但是這些認定也往往隨著時間和個人標準有所不同。如果以niconico動畫上直播的難民動畫來看，一般是以直播尾端出現哀號、難民等字眼可以做為判斷該動畫屬於難民動畫的可能依據。以下表中的未確認進行式來舉例，該動畫劇情主線鮮明，包含一些蘿莉控等元素，引起部分難民支持者的反感，但同時也吸引一定數量的難民駐紮該動畫。
| 季別 | 季別 | 动画                                                                           |
| ---- | ---- | ------------------------------------------------------------------------------ |
| 2002 | 4月  | 阿滋漫画大王                                                                   |
| 2005 | 7月  | 草莓棉花糖                                                                     |
| 2009 | 4月  | K-ON！輕音部                                                                   |
| 2009 | 7月  | 加奈日记                                                                       |
| 2010 | 4月  | K-ON!!                                                                         |
| 2011 | 7月  | 轻松百合                                                                       |
| 2012 | 7月  | 轻松百合♪♪                                                                     |
| 2013 | 1月  | GJ部、前进吧！登山少女                                                         |
| 2013 | 4月  | YUYU式                                                                         |
| 2013 | 7月  | 黃金拼圖、恋爱研究所                                                           |
| 2013 | 10月 | 悠悠哉哉少女日和                                                               |
| 2014 | 1月  | 櫻Trick、未確認進行式                                                          |
| 2014 | 4月  | 請問您今天要來點兔子嗎？                                                       |
| 2014 | 7月  | 前进吧！登山少女 Second Season、花舞少女                                       |
| 2014 | 10月 | 天体的秩序                                                                     |
| 2015 | 1月  | 幸腹塗鴉                                                                       |
| 2015 | 4月  | Hello！！黄金拼图                                                              |
| 2015 | 7月  | 干物妹！小埋、悠悠哉哉少女日和 Repeat、若葉女孩                                |
| 2015 | 10月 | 輕鬆百合3☆hi！、請問您今天要來點兔子嗎？？                                     |
| 2016 | 4月  | Anne happy♪、三者三葉、飛翔的魔女                                              |
| 2016 | 7月  | NEW GAME!、藍海少女！                                                          |
| 2016 | 10月 | 斯特拉的魔法                                                                   |
| 2017 | 1月  | 烏菈菈迷路帖、亞人醬有話要說、廢天使加百列、小林家的女僕龍、動物朋友、猫咪日常 |
| 2017 | 4月  | 雛子的筆記                                                                     |
| 2017 | 7月  | NEW GAME!!                                                                     |
| 2018 | 1月  | 搖曳露營△、三顆星彩色冒險、妖精森林的小不點、Slow Start                        |
| 2018 | 4月  | Comic Girls                                                                    |
| 2018 | 7月  | 前进吧！登山少女 Third Season                                                  |
| 2018 | 10月 | 我家的女僕有夠煩！、邻家索菲                                                   |
| 2019 | 1月  | 天使降臨到我身邊！、Endro～！                                                  |
| 2019 | 4月  | 賢惠幼妻仙狐小姐、一個人的○○小日子                                             |
| 2019 | 7月  | 街角魔族                                                                       |
| 2019 | 10月 | 美妙射擊部                                                                     |
| 2020 | 1月  | 戀愛中的小行星                                                                 |
| 2020 | 4月  | 放學後堤防日誌                                                                 |
| 2020 | 10月 | 請問您今天要來點兔子嗎？、滿溢的水果塔                                         |
| 2021 | 1月  | 搖曳露營△（第2期）、悠悠哉哉少女日和                                           |
| 2021 | 4月  | 持續狩獵史萊姆三百年，不知不覺就練到LV MAX、本田小狼與我、燒窯的話也要馬克杯   |
| 2021 | 7月  | 賈希大人不氣餒！                                                               |
| 2022 | 1月  | SLOW LOOP-女孩的釣魚慢活-、明日同學的水手服、怪人開發部的黑井津小姐            |
| 2022 | 4月  | 街角魔族、女忍者椿的心事                                                       |
| 2022 | 10月 | 孤獨搖滾！、Do It Yourself!!                                                   |
| 2023 | 1月  | 再得一勝！、為了養老，我要在異世界存8萬枚金幣                                  |
| 2023 | 4月  | 江戶前精靈、百合是我的工作！、可愛過頭大危機                                   |
| 2023 | 10月 | 靠著魔法藥水在異世界活下去！、星靈感應                                         |
| 2024 | 1月  | 公主殿下，「拷問」的時間到了                                                   |
| 2024 | 4月  | 搖曳露營△（第3期）                                                             |

## 爭議
該行為在網站上形成的問題和爭議主要有：難民的行為部分帶來周遭身邊的不快，部分難民留言激烈在自己所不喜歡的動畫上，而那些動畫往往都和難民動畫差別很大。遇到和自己口味不符的動畫的時候，正常的作法是關掉後離開，而並非在該動畫留下令人不舒服的發言。遇到難民所發出的不快的留言時，應該將用戶忽略並將用戶和評論設定成隱藏。